# Głębokie (województwo lubuskie)
Głębokie – osada w Polsce położona w województwie lubuskim, w powiecie krośnieńskim, w gminie Bytnica nad Jeziorem Głębokim.
W latach 1975–1998 miejscowość administracyjnie należała do województwa zielonogórskiego.